# Крочикио Басо (Перуђа)
Крочикио Басо је насеље у Италији у округу Перуђа, региону Умбрија.
Према процени из 2011. у насељу је живело 70 становника. Насеље се налази на надморској висини од 372 м.